# Apneumonella jacobsoni
Apneumonella jacobsoni is een spinnensoort uit de familie van de Telemidae. De wetenschappelijke naam van de soort werd voor het eerst geldig gepubliceerd in 1977 door Brignoli.